# 双斑绿柳莺
为柳莺科柳莺属的鸟类。在中国大陆，分布于内蒙古、东北、河北、山东、山西、西至青海、甘肃、四川、西藏、南至广东、云南、西藏、海南等地。双斑绿柳莺是候鸟，其栖息在密集的高大树木组成的森林中，该物种的模式产地在河北。
双斑绿柳莺体重约8.6克，翼长约58.4毫米，嘴峰长约12.2毫米，喙宽度约3毫米，喙厚度约2.7毫米，跗蹠长约16.8毫米，尾长约47.5毫米。其食性为肉食性，主要食物来源是陆生无脊椎动物。